# Марій Плотій Сацердот
Марій Плотій Сацердот (III ст. н.е.) — відомий давньоримський граматик часів правління імператора Діоклетіана.

## Життєпис
Про Сацердота немає жодних відомостей. Відомо лише про його працю — «Мистецтво граматики» у 3 книгах. При її складання Марій Плотій використовував праці своїх попередників. Перша книга присвячена частинам мови та риторики, особлива увага приділяється дефектам мови та принципам перекладу. У другій частині йдеться про відмінювання та синтаксис. Третя книга розкриває питання метрики з приклади прикладами із грецької мови та латини. Плотій став першим граматиком, який зазначив, що дієслово має 4 відмінювання, а не 3 як вважали раніше. 